# Искатели сокровищ (роман)
«Искатели сокровищ» — роман английской писательницы Эдит Несбит. Полное название романа — «История искателей сокровищ: приключения непослушных детей в поисках удачи». Первое издание включало иллюстрации художника Х. Миллара.
Рассказы из «Искателей сокровищ» публиковались с 1894 по октябрь 1899 года в ряде периодических изданий: «Nister’s Holiday Annual», «The Illustrated London News» и его приложении «Отец Мороз», «The Pall Mall Magazine и The Windsor Magazine». 
Отдельной книгой роман впервые вышел в свет в 1899 году. Некоторые из рассказов в книге были значительно переписаны.
Роман «Искателей сокровищ» оказало значительное влияние на последующую английскую детскую литературу, особенно на книги Артура Рэнсома.

## Сюжет
Книга повествует об историях, которые рассказываются с точки зрения маленького мальчика Освальда. Уже в самом начале романа он объявляет:
«Эту историю рассказывает один из нас, но я не скажу вам, кто: только в самом конце, может быть, скажу. Пока идет рассказ, вы можете пытаться угадать, только держу пари, что вы этого не сделаете». 
Тем не менее, его случайный переход от первого лица и неуместная похвала, которую он любит осыпать самого себя, делают его личность очевидной для внимательного читателя задолго до того, как он раскрывает её сам.

## Экранизации
По книге трижды снимали телевизионные сериалы: в 1953, 1961  и 1982 годах.  В 1996 году по ней был снят телефильм под названием «Искатели сокровищ».